# Johnson Automatisch Geweer

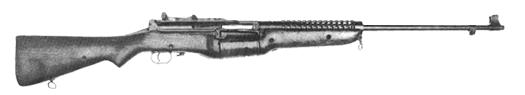
M1941 Johnson

De Johnson Automatic M1941 Rifle of afgekort JAR 41 was een Amerikaans automatisch geweer.

## Geschiedenis
Melvin M. Johnson, een Amerikaans wapenontwerper, ontwikkelde zijn wapen in 1938 dat voor Amerika geproduceerd werd tot 1940. De behoefte aan het geweer stopte in 1940, omdat de M1 Garand werd gemaakt die als beter werd gezien. In 1941 gaf Johnson het geweer pas een naam, vandaar de naam M1941. Nog datzelfde jaar bestelde de Nederlandse regering 70.000 geweren voor de Oost-Indische kolonie vanwege de angst dat Japan zou binnenvallen.
Toen Nederlands-Indië werd ingenomen door Japan was de productie van de geweren nog niet eens op de helft. De Amerikaanse luchtmacht raakte geïnteresseerd in de Johnson-wapens en nam de bestelling over. De luchtmacht deed dat omdat de Johnson Automatic rifle licht was, hij makkelijk opbergbaar was en makkelijk opnieuw in elkaar te zetten was, wat het geschikt maakte voor de United States Marine Corps parachutisten. In totaal werden er 30.000 M1941 geweren gemaakt tot het eind van de Tweede Wereldoorlog. Aan het eind van de oorlog werden alle wapens teruggegeven aan de Nederlandse overheid.

## Werking
De M1941 geweren bevatten een standaard automatisch vuursysteem. Het gas dat vrijkwam bij een schot duwde de afsluiter terug naar achteren die het mogelijk maakte de volgende patroon aan te voeren. Het magazijn was een veermagazijn dat 10 patronen kaliber .30"-06 kon bevatten die vanuit de onderkant werden aangevoerd.